# Guadamecil

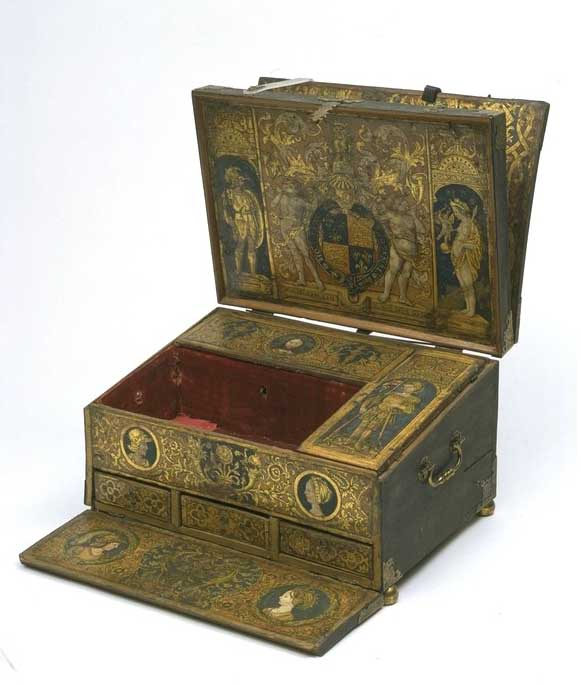
Escritorio de Enrique VIII, con guadamecil dorado.

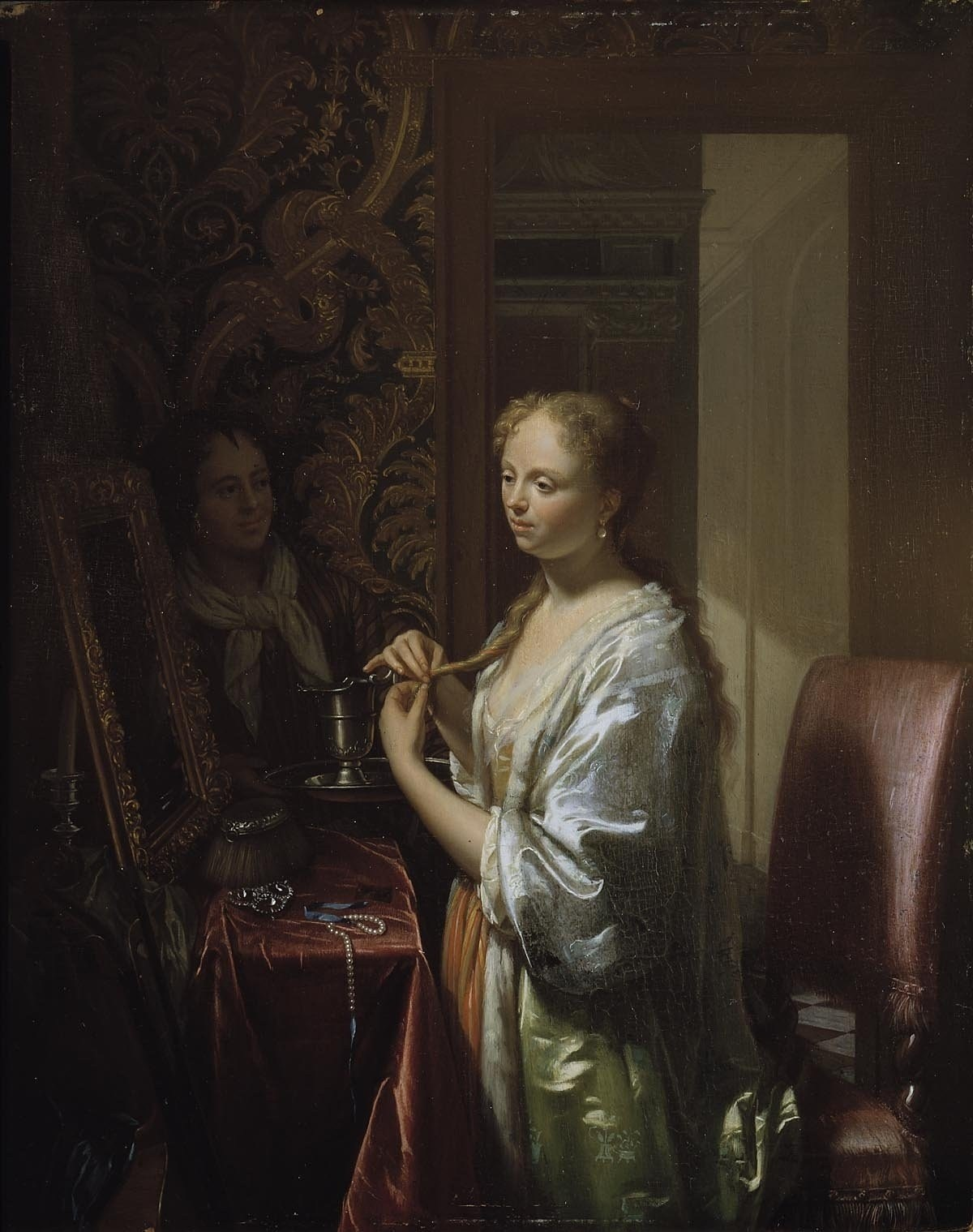
Pintura de Philip van Dijk mostrando guadamecil en la pared.

Se llama guadamecil o guadamecí o guadamací al cuero pintado o labrado artísticamente, mientras que si tiene la superficie dorada o plateada se llama guadamecí brocado. 
La etimología de guadamecil, o sus variantes guadamací o guadamecí, es una variante de "gadamesí", en árabe andalusí ḡadamisí, que por su parte deriva del gentilicio árabe ḡadāmisī, propio de la ciudad magrebí llamada desde muy antiguo Gadamés, ya que en ella se especializaban curtidores, marroquineros y talabarteros que exportaban sus característicos cueros decorados y brocados.

Algunos escritores y artesanos consideran que el término guadamecil denomina exclusivamente al cuero trabajado metalizado con oro y/o plata, mientras que otros (y el propio diccionario de la RAE) se acogen a una definición menos restrictiva, considerando guadamecí todo el cuero policromado y labrado.
Las principales labores artísticas que se realizan en el cuero son las siguientes:
- la incisión, a modo de grabado, que suele penetrar hasta un tercio del grosor de la pieza o lámina.
- el relieve, que se logra hendiendo y rebajando ciertas partes del cuero, previamente dibujadas, de modo que resulten figuras de bajorrelieve.
- el repujado, que es un relieve obtenido por fuerte presión; si se logra con hierros o planchas calientes, tanto para producir relieve como hueco, se llama gofreado.
- el punteado y martillado, que resulta de imprimir surcos y puntos con punzón y martillo.
- el moldeado de pergaminos hervidos, vaciados en algún molde.
- el mosaico, labrando el cuero a modo de taracea, con incrustaciones de otros cueros de diferente color.
- la coloración o pintura que tiñe el cuero penetrando en la masa.
- el dorado y esmaltado, dándole color que no penetra en la masa.

Los diferentes colores que toma el cuero en la artesanía tradicional se obtienen de la siguiente manera:
- el negro, mojando el cuero con una solución de sulfato de hierro, sobre todo si se ha dado antes una mano de potasa.
- el pardo, con varias manos de potasa.
- el gris, con el permanganato de potasio.
- el azul, con el índigo.
- el amarillo, con los cromatos de bario y de cinc.
- el verde, con manos de amarillo y de azul.
- el rojo, con la cochinilla.
- el granate, con cartamina.
- el anaranjado, poniendo el rojo sobre el amarillo.

## Historia
El curtido de pieles se debió practicar en los pueblos más remotos por medio de sustancias grasas, pero es muy probable que ya los fenicios curtieran con tanino y que poseyeran también el arte de colorear las pieles, de quienes sin duda lo aprendieron los griegos y romanos que empleaban el cuero por ejemplo en sus escudos. Los árabes, y anteriormente otros pueblos nómadas, hacían gran uso de las pieles curtidas para sus tiendas móviles. Desde el siglo VIII establecieron los árabes la industria de los guadameciles en España, principalmente en Córdoba, cuyas producciones gozaron de fama europea por lo menos desde el siglo XI. Le siguieron Sevilla, Toledo y otras poblaciones, entre las que figura Barcelona desde principios del siglo XIV, si no antes. En los siglos XVI y XVII se imitaron en Francia y desde el XV en Flandes y Venecia los guadameciles cordobeses, y en dichos siglos pero ya desde el siglo XIV se empleaban estos productos industriales y artísticos para tapizar el suelo y el interior de lujosas habitaciones, así como para frontales de altar y se construían muebles forrados con preciosos guadameciles en Italia, Francia, España, etc. Los más comunes entre ellos son los cofres y arquetas, las sillas, los estuches variados y las tapas de libros cuyos forros artísticos de cuero llevan pinturas y repujados con el estilo propio de su época. Dichas tapas suelen ser de estilo mudéjar en los siglos XIV, XV y principios del XVI y platerescas durante el último, en España, con otras semejantes, de Italia.
Entre los monumentos más célebres en España se puede citar el forro de cuero dorado de la arqueta de Palencia, los guadameciles dorados y pintados que decoran la techumbre de dos salas en la Alhambra de Granada, un curioso armario decorado con piezas de guadamecil llenas de repujados platerescos que figuró en la colección Spitzer de Viena y varias encuadernaciones con repujados mudéjares y platerescos como el Misal de Toledo del siglo XIV y otros en bibliotecas particulares.
Actualmente en España se trabaja en talleres artesanos en la ciudad de Córdoba fundamentalmente, cabiendo destacar la figura del artesano y artista Ramón García Romero, quien ha sabido rescatar esta magnífica técnica omeya olvidada en el tiempo.